# サメハダクワガタ属
サメハダクワガタ属 (サメハダクワガタぞく、Pycnosiphorus) は、クワガタムシ科のうちの1属である。あまり知られないが、南アメリカに生息するクワガタムシの1グループである。

## 形態・生態
名前の通り体表がザラザラとしていて、体長も10 - 20mmの小型の種類で構成される。雄でも大顎は雌よりやや大きいぐらいにしか発達しない。サメハダクワガタ属のほとんどの種類が、前翅の縁部分が黄色になる。

## 分布
南アメリカのみに分布する。

## 人間との関わり
日本でも標本として入る以外には、地味で小型と言うこともあり、ペットルートではほとんど出回らない。

## 下位分類
- サメハダクワガタ P. mandibularis チリ
- アリグットサメハダクワガタ P. arriguttii
- ブレビコリスサメハダクワガタ P. brevicollis
- カエラートゥスサメハダクワガタ P. caelatus
- フトスジサメハダクワガタ P. costatus チリ
- ヴィルガトゥスサメハダクワガタ P. virgatus チリ
- ファイルマイルサメハダクワガタ P. fairmairii
- ファスキアートゥスサメハダクワガタ P. fasciatus
- フェモラリスサメハダクワガタ P. femoralis
- アリアスサメハダクワガタ P. ariasi チリ
- 他